# 오세아니아
오세아니아(영어: Oceania, 문화어: 오세안주)는 지구의 지역 중 하나로 태평양의 육지와 섬 지역을 말한다. 대양주(大洋洲)라고도 한다. 오세아니아는 오스트레일리아 대륙을 중심으로 하고, 뉴기니섬과 뉴질랜드를 큰 섬으로 하며, 미국 하와이주를 비롯한 태평양의 크고 작은 섬들을 포함한다.
민족학 상으로 오세아니아는 오스트랄라시아, 멜라네시아, 미크로네시아, 폴리네시아로 구분한다.

## 정의 및 범위

오세아니아의 지역

오세아니아에 대한 정의는 다양하지만, 일반적으로 오세아니아의 지리적으로 끝에 있는 섬들은 일본의 정치적 통합 지역인 보닌 제도(Bonin Islands)로 간주되며, 정치적 통합 지역인 미국의 일부이며, 프랑스의 소유인 클리퍼턴섬(Clipperton Island), 칠레의 소유인 후안 페르난데스 제도(Juan Fern Islandes)로 간주된다. 즉, 오스트레일리아에 속한다. (유엔은 오세아니아에 대한 고유의 지정학적 정의를 가지고 있지만, 이는 별개의 정치적 실체로 구성되어 있기 때문에 이스터섬과 함께 보닌 제도, 하와이, 클리퍼턴섬, 후안 페르난데스 제도는 제외된다.)
지리학자 콘라드 말테브룬(Conrad Malte-Brun)은 1812년경에 프랑스어로 "Océanie" 경라는 용어를 만들었다. "Océanie"는 라틴어에서 파생되었다. 라틴어의 oceanus 그리고 이것은 그리스어에서 왔다. 그리스어의 ὠκεανός는 바다라는 뜻이다. "오세아니아"라는 용어는 다른 대륙 집단들과 달리, 그 지역의 부분들을 함께 연결하는 것은 바다이기 때문에 사용된다.September 2018
- 국제 연합 지오셰미에서 오세아니아는 오스트레일리아와 파푸아뉴기니 동쪽의 태평양 국가들을 포함하지만 인도네시아 뉴기니는 포함되지 않는다.

브라질과 같은 일부 국가에서는 오세아니아를 '세계의 일부 중 하나'라는 의미에서 대륙으로 간주하며, 오스트레일리아를 대륙으로 보는 개념이 존재하지 않는다. 일부 지리학자들은 오스트레일리아판을 분류한다. 오스트레일리아 대륙판과 태평양의 다른 섬들은 오세아니아라고 불리는 하나의 준대륙으로 형성되었다.

## 나라와 지역
아래 링크된 지도는 오세아니아 섬과 인근 지역의 EEZ(배타적 경제수역)를 다음 표에 대한 지침으로 보여준다.
아래의 인구통계 표는 지정학적 오세아니아의 하위 지역과 국가들을 보여준다. 이 표의 국가 및 지역은 유엔이 사용하는 지리적 하위 지역 계획에 따라 분류된다. 표시된 정보는 상호 참조 기사의 출처를 따른다. 출처가 다른 경우는 단서가 명확하게 표시되었다. 이러한 영역과 지역은 각 설명의 출처와 목적에 따라 다양한 추가 분류의 대상이 된다.
| 문장                       | 국기                       | 국명                                    | 면적 (km2) | 인구 (2021) | 인구밀도 (km2 당) | 수도               | ISO 3166-1 |
| -------------------------- | -------------------------- | --------------------------------------- | ---------- | ----------- | ----------------- | ------------------ | ---------- |
| 오스트랄라시아             |                            |                                         |            |             |                   |                    |            |
|                            | 노퍽섬                     | 노퍽섬 (오스트레일리아)                 | 35         | 2,302       | 65.8              | 킹스턴             | NF         |
|                            | 뉴질랜드                   | 뉴질랜드                                | 268,680    | 5,129,727   | 17.3              | 웰링턴             | NZ         |
|                            | 오스트레일리아             | 산호해 제도 (오스트레일리아)            | 10         | 4           | 0.4               |                    |            |
|                            | 오스트레일리아             | 오스트레일리아                          | 7,686,850  | 25,921,089  | 3.1               | 캔버라             | AU         |
|                            | 오스트레일리아             | 애시모어 카르티에 제도 (오스트레일리아) | 5          | 0           | 0                 |                    |            |
|                            | 코코스 제도                | 코코스 (킬링) 제도 (오스트레일리아      | 14         | 593         | 42.4              | 웨스트섬           | CC         |
|                            | 크리스마스섬               | 크리스마스섬 (오스트레일리아)           | 135        | 1,692       | 12.5              | 플라잉피시코브     | CX         |
|                            |                            | 오스트랄라시아 (합계)                   | 7,955,729  | 29,645,874  | 3.7               |                    |            |
| 멜라네시아                 |                            |                                         |            |             |                   |                    |            |
|                            | 인도네시아                 | 남파푸아주 (인도네시아)                 | 117,849    | 522,200     | 4.4               | 메라우케           |            |
|                            | 인도네시아                 | 남서파푸아주 (인도네시아)               | 39,123     | 621,904     | 16                | 소롱               |            |
|                            | 누벨칼레도니               | 누벨칼레도니 (프랑스)                   | 19,060     | 279,993     | 14.3              | 누메아             | NC         |
|                            | 바누아투                   | 바누아투                                | 12,200     | 292,680     | 22.2              | 포트빌라           | VU         |
|                            | 인도네시아                 | 서파푸아주 (인도네시아)                 | 140,375    | 760,855     | 5.4               | 마노콰리           |            |
|                            | 솔로몬 제도                | 솔로몬 제도                             | 28,450     | 652,857     | 21.1              | 호니아라           | SB         |
|                            | 인도네시아                 | 중앙파푸아주 (인도네시아)               | 61,073     | 1,431,000   | 23                | 나비레             |            |
|                            | 인도네시아                 | 파푸아고원주 (인도네시아)               | 51,213     | 1,430,500   | 28                | 와메나             |            |
|                            | 인도네시아                 | 파푸아주 (인도네시아)                   | 319,036    | 3,486,432   | 10.9              | 자야푸라           |            |
|                            | 파푸아뉴기니               | 파푸아뉴기니                            | 462,840    | 8,606,323   | 17.5              | 포트모르즈비       | PG         |
|                            | 피지                       | 피지                                    |            |             |                   | 수바               | FJ         |
|                            |                            | 멜라네시아 (합계)                       | 1,000,231  | 14,373,536  | 14.4              |                    |            |
| 미크로네시아               |                            |                                         |            |             |                   |                    |            |
|                            | 괌                         | 괌 (미국)                               | 549        | 165,768     | 296.7             | 하갓냐             | GU         |
|                            | 나우루                     | 나우루                                  | 21         | 10,670      | 540.3             | 야렌 (사실상)      | NR         |
|                            | 마셜 제도                  | 마셜 제도                               | 181        | 58,413      | 293.2             | 마주로             | MH         |
|                            | 미크로네시아 연방          | 미크로네시아 연방                       | 702        | 112,640     | 149.5             | 팔리키르           | FM         |
|                            | 북마리아나 제도            | 북마리아나 제도 (미국)                  | 477        | 56,882      | 115.4             | 사이판             | MP         |
|                            |                            | 오가사와라 (일본)                       |            |             |                   |                    |            |
|                            |                            | 웨이크섬 (미국)                         | 2          | 150         | 75                | 웨이크섬           | UM         |
|                            | 키리바시                   | 키리바시                                | 811        | 115,847     | 141.1             | 사우스타라와       | KI         |
|                            | 팔라우                     | 팔라우                                  | 458        | 17,907      | 46.9              | 응게룰무드         | PW         |
|                            |                            | 미크로네시아 (합계)                     | 3,201      | 523,317     | 163.5             |                    |            |
| 폴리네시아                 |                            |                                         |            |             |                   |                    |            |
|                            | 아메리칸사모아             | 아메리칸사모아 (미국)                   | 199        | 55,465      | 279.4             | 팡오팡오, 파가토고 | AS         |
|                            | 쿡 제도                    | 쿡 제도 (뉴질랜드)                      | 240        | 17,518      | 72.4              | 아바루아           | CK         |
|                            | 이스터섬                   | 이스터섬 (칠레)                         | 164        | 5,761       | 35.1              | 항가로아           | CL         |
|                            | 프랑스령 폴리네시아        | 프랑스령 폴리네시아 (프랑스)            | 4,167      | 277,679     | 67.2              | 파피에테           | PF         |
|                            | 하와이주                   | 하와이 (미국)                           | 16,636     | 1,360,301   | 81.8              | 호놀룰루           | US         |
|                            | 니우에                     | 니우에 (뉴질랜드)                       | 260        | 1,620       | 6.2               | 알로피             | NU         |
|                            | 핏케언 제도                | 핏케언 제도 (영국)                      | 47         | 47          | 1                 | 애덤스타운         | PN         |
|                            | 사모아                     | 사모아                                  | 2,944      | 196,129     | 66.3              | 아피아             | WS         |
|                            | 토켈라우                   | 토켈라우 (뉴질랜드)                     | 10         | 1,319       | 128.2             | 아타푸 (사실상)    | TK         |
|                            | 통가                       | 통가                                    | 748        | 103,197     | 143.2             | 누쿠알로파         | TO         |
|                            | 투발루                     | 투발루                                  | 26         | 11,508      | 426.8             | 푸나푸티           | TV         |
|                            | 왈리스 푸투나              | 왈리스 푸투나 (프랑스)                  | 274        | 11,66       | 43.4              | 마타우투           | WF         |
|                            |                            | 폴리네시아 (합계)                       | 25,715     | 2,047,444   | 79.6              |                    |            |
| 합계                       | 합계                       | 합계                                    | 8,919,530  | 47,178,430  | 5.1               |                    |            |
| 오스트레일리아 본토의 합계 | 오스트레일리아 본토의 합계 | 오스트레일리아 본토의 합계              | 1,232,680  | 22,280,278  | 16.6              |                    |            |

## 같이 보기
- 오세아니아의 주권국과 속령 목록